# Emily van Egmond

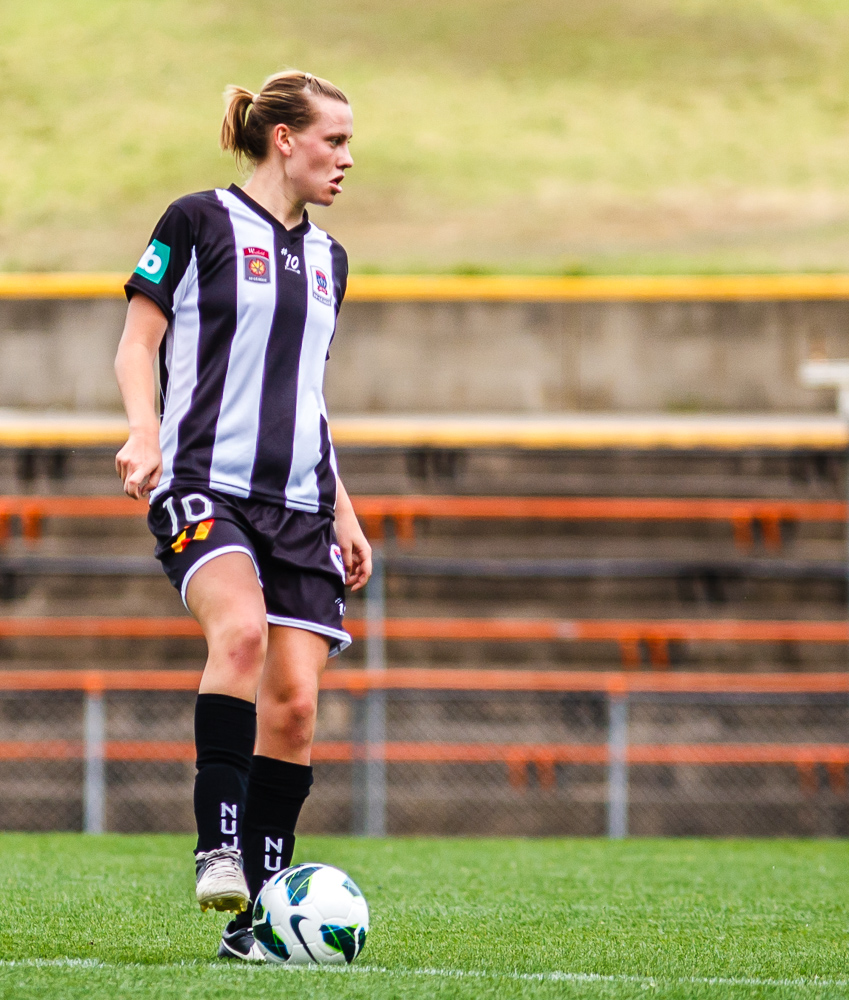
Van Egmond in tenue Newcastle United Jets (2012)

Emily Louise van Egmond (Newcastle (New South Wales), 12 juli 1993) is een Australische profvoetbalster. Haar positie is middenvelder. 
Zij is een dochter van de Australische oud-voetballer en daarna trainer Gary van Egmond.

## Clubvoetbal
Van 2008 tot 2011 speelde Van Egmond voor de Newcastle United Jets en Canberra United in de Australische Westfield W-League, alvorens zij de overstap naar de Deense vereniging Fortuna Hjørring maakte. Reeds in het volgende jaar keerde zij terug naar de Newcastle Jets. Daar speelde zij tot 2013, met onderbreking vanwege een kortlopend contract in de zomer van 2012 bij Western New York Flash in de  Amerikaanse Women's Premier Soccer League (WPSL) Elite.
In juli 2013 stapte Van Egmond over naar het Amerikaanse Seattle Reign FC in de National Woman's League (NWSL). Na afloop van dit seizoen keerde zij terug naar Australië en verbond zij zich voor een seizoen aan de Western Sydney Wanderers. Daarna ging Van Egmond terug naar de Verenigde Staten en speelde zij tien wedstrijden voor de Chicago Red Stars. Na afloop van het seizoen 2013-2014 werd zij door de Chicago Red Stars vrijgesteld en keerde zij nogmaals terug naar de Newcastle United Jets in eigen land.
Op 12 juni 2015 tekende Van Egmond een eenjarig contract bij de winnaar van de UEFA Champions League voor vrouwen in 2015, de Frauen-Bundesliga-club 1. FFC Frankfurt.
In haar eerste seizoen voor de Hessische club speelde zij 17 wedstrijden in de Bundesliga en maakte zij één doelpunt. Na afloop van dit contract verliet zij in juni 2016 die club en stapte zij eind augustus over naar een rivaal in de Bundesliga, VfL Wolfsburg. Daar tekende zij een tweejarig contract tot 30 juni 2018. Daarna sloot ze zich aan bij het Amerikaanse Orlando Pride. In het seizoen 2019/20 speelt Van Egmond voor Melbourne City FC.

## Nationale elftal
Van Egmond debuteerde in 2009 in het nationale Australisch voetbalelftal. Ze nam deel aan het wereldkampioenschap voetbal 2011, 2015 en 2019, het Aziatisch kampioenschap voetbal 2014 en 2018 (beide keren finalist) en aan de Olympische Zomerspelen 2016.